# Prinzenmoor
Prinzenmoor település Németországban, Schleswig-Holstein tartományban. Lakosainak száma 167 fő (2023. december 31.).

## Népesség
A település népességének változása:
| Lakosok száma | 194  | 174  | 168  | 157  | 163  | 167  |
|               | 1975 | 2017 | 2019 | 2021 | 2022 | 2023 |